# Военно-морской арсенал в Йокосуке
Военно-морской арсенал в Йокосуке (яп. 横須賀海軍工廠 Ёкосука кайгун ко:сё:) — одна из главных верфей Императорского флота Японии, располагавшаяся в городе Йокосука, префектура Канагава, южнее Иокогамы.

## История верфи

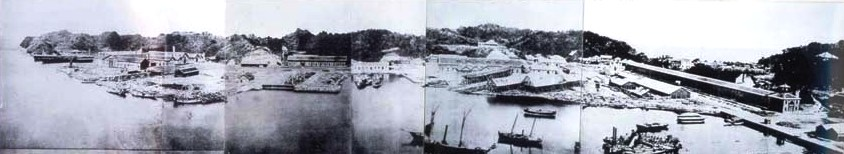
Строительство йокосукского морского арсенала, 1870-е годы

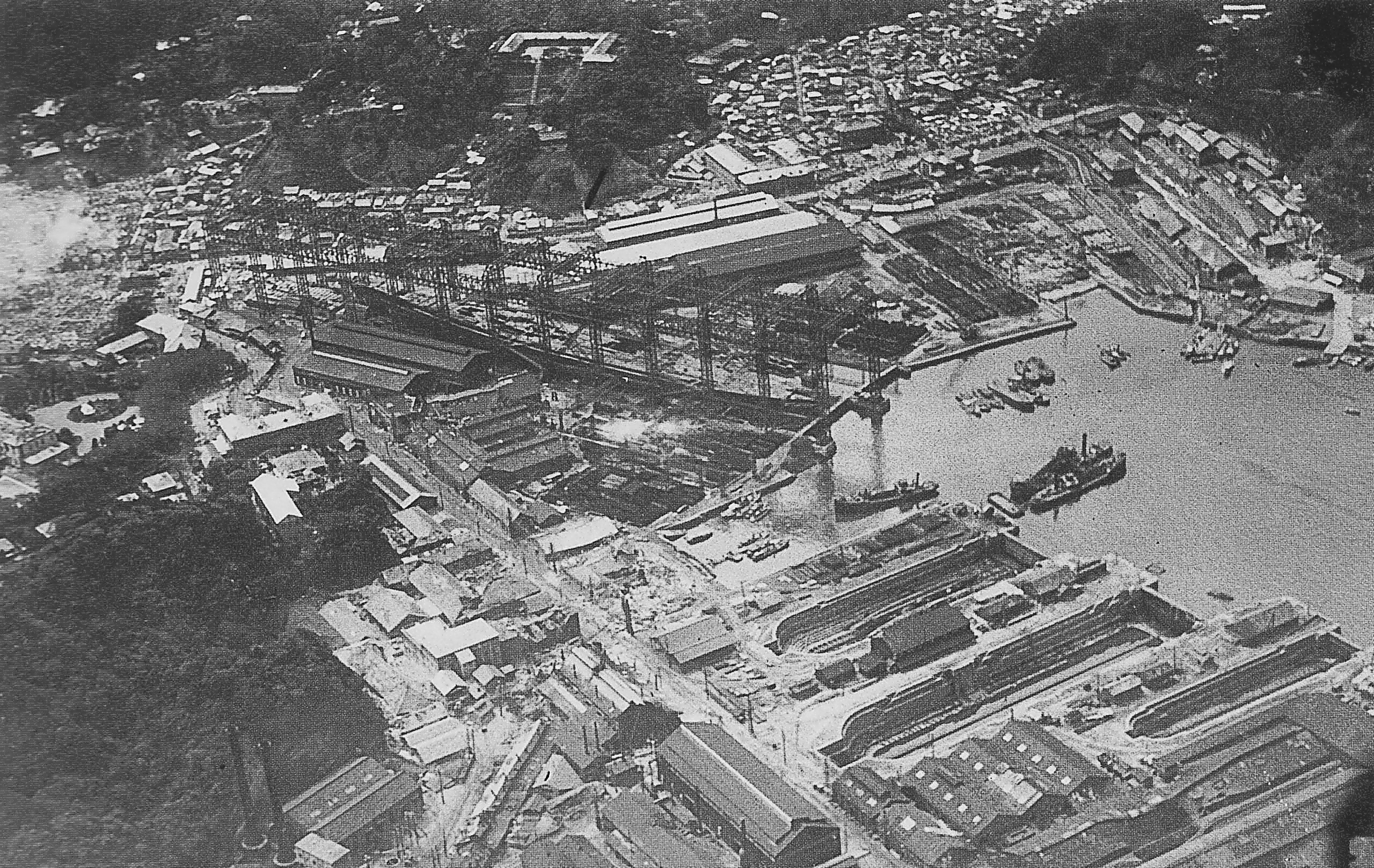
Военно-морской арсенал в Йокосуке сразу после Великого землетрясения Канто 1923 года.

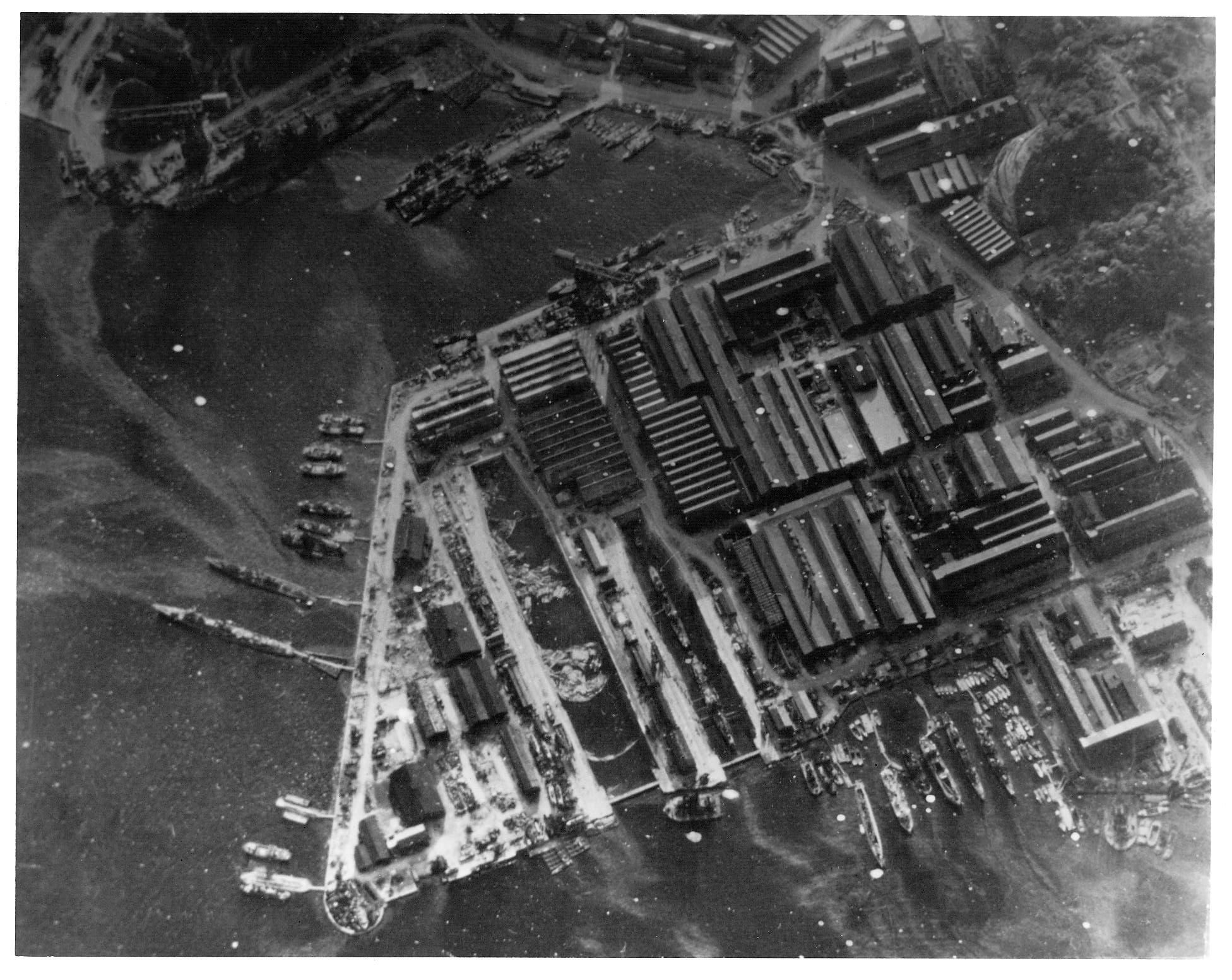
Военно-морская база Йокосука 18 июля 1945 года

В 1866 году правительство сёгуната Токугава, с помощью иностранных инженеров, в том числе французского военно-морского архитектора Леонса Верни, создало арсенал и военно-морскую базу Йокосука Сейсакусё. Верфь предназначалась для строительства современных военных кораблей западного образца и оборудования для военно-морского флота сёгуната. Строительство арсенала стало важным первым шагом на пути модернизации японской промышленности. Были построены современные здания, акведук, литейное производство, кирпичные заводы, училища для подготовки местных техников.
После войны Босин и реставрации Мэйдзи новое правительство в 1871 году переименовало предприятие в Йокосука Дзосэндзё (верфи Йокосуки). Первый сухой док был открыт в 1871 году и работает до сих пор. В том же году был спущен на воду «Сейки», первый военный корабль Японии, произведённый на родине.
Военно-морской район Йокосука был создан в Йокосуке, Канагава, в 1884 году, как первый из военно-морских районов, ответственных за оборону метрополии, а «верфи Йокосуки» были переименованы в «военно-морской арсенал в Йокосуке» в 1903 году. Япония приобрела пять подводных лодок у американской компании Electric Boat во время русско-японской войны 1904—1905 годов. Подводные лодки типа VII, аналогичные первой американской современной подводной лодке, были построены Артуром Леопольдом Бушем, пионером американского подводного судостроения, во время его поездки в Японию. Эти первые пять подводных лодок стали первым подводным флотом Японии. Другой сотрудник Electric Boat, Фрэнк Кейбл, электрик, работавший в компании Айзека Л. Райса, обучил два японских экипажа эксплуатации такого судна.
В 1909 году на воду был спущен «Сацума», первый броненосец, построенный в Японии, на верфи в Йокосуке. Тем не менее, значительная доля деталей корабля была закуплена в Великобритании, а сама конструкция «Сацумы» похожа на британские броненосцы типа «Лорд Нельсон».
Арсенал в Йокосуке стала одним из главных арсеналов Императорского флота Японии в XX веке, благодаря постройке многочисленные линейных кораблей, например «Ямасиро», и авианосцев, таких как «Хирю» и «Сёкаку». Самолёты морской авиации проектировались на авиатехническом арсенале флота, тоже расположенном в Йокосуке.
Во время войны военно-морской арсенал в Йокосуке был атакован одиночным бомбардировщиком во время рейда Дулиттла 18 апреля 1942 года. Бомбардировка Йокосуки состоялась также 18 июля 1945 года, пострадала и верфь. Арсенал был захвачен союзными войсками в конце Второй мировой войны, и 15 октября 1945 года он был официально упразднён.
Однако местные заводы и верфи продолжали использоваться в послевоенный период американским флотом под названием «Судоремонтного завода в Йокосуке»; сейчас бывшая верфь находится под контролем флота США.

## Корабли, построенные на верфи в Йокосуке

### Линкоры
- «Сацума» — додредноут, головной корабль серии, первый крупный корабль японской постройки;
- «Ямасиро» — второй линкор типа «Фусо»;
- «Овари» — второй линкор типа «Кии», закладка отменена из-за Вашингтонского морского соглашения;
- «Муцу» — второй линкор типа «Нагато».

### Линейные крейсера
- «Курама» — второй броненосный крейсер типа «Ибуки»;
- «Хиэй» — второй линейный крейсер типа «Конго»;
- «Амаги» — головной линейный крейсер типа «Амаги». Строящийся корабль был разрушен Великим землетрясением Канто и сдан на слом, без попытки к восстановлению.

### Авианосцы
- «Рюхо» — лёгкий авианосец, перестроенный из плавбазы подводных лодок «Тайгей»;
- «Сёхо»— лёгкий авианосец типа «Дзуйхо»;
- «Хирю» — внесерийный авианосец;
- «Сёкаку» — головной авианосец типа «Сёкаку»;
- «Унрю» — головной авианосец типа «Унрю»;
- «Синано» — перестроен из линкора типа «Ямато», крупнейший авианосец Второй мировой войны.

### Тяжёлые крейсера
- «Мёко» — головной тяжёлый крейсер типа «Мёко»
- «Такао» — головной тяжёлый крейсер типа «Такао»
- «Судзуя» — третий тяжёлый крейсер типа «Могами»

### Лёгкие крейсера
- «Хасидатэ» — третий бронепалубный крейсер типа «Мацусима»
- «Тэнрю» — головной лёгкий крейсер типа «Тэнрю»
- «Носиро» — второй лёгкий крейсер типа «Агано»

### Эсминцы
- Тип «Харусамэ» — четыре корабля;
- Тип «Камикадзе» — восемь кораблей;
- Типы «Мацу» и «Татибана» — двадцать шесть кораблей.

### Подводные лодки
- Тип B — девять лодок;
- Тип D — шесть лодок;
- Тип «Кайдай» — шесть лодок;
- Тип «Кайтю» — пять лодок.